# Список университетов и колледжей Ганьсу
Ниже приведен список университетов и колледжей провинции Ганьсу (Китай).

## Обозначения
В статье используются следующие обозначения:
- Национальный: учебное заведение, управляемое одним из национальных ведомств.
- Провинциальный: учебное заведение, управляемое властями провинции.
- Частный: частное учебное заведение.
- Независимый: независимое учебное заведение.
- Ω (национальные ключевые университеты[англ.]): университеты имеющие высокий уровень поддержки со стороны центрального правительства КНР.

## Университеты
| Название                                               | Китайское название | Год  | Тип                   | Город    | Ссылка                   | Примечания                                    |
| ------------------------------------------------------ | ------------------ | ---- | --------------------- | -------- | ------------------------ | --------------------------------------------- |
| Ланьчжоуский университет                               | 兰州大学           | 1909 | Национальный (МОК)    | Ланьчжоу | http://www.lzu.edu.cn    | Ω (недоступная ссылка) участник «Проекта 985» |
| Северо-Западный педагогический университет             | 西北师范大学       | 1902 | Провинциальный        | Ланьчжоу | http://www.nwnu.edu.cn/  |                                               |
| Ланьчжоуский технологический университет               | 兰州理工大学       | 1919 | Провинциальный        | Ланьчжоу | http://www.gsut.edu.cn/  | (недоступная ссылка)                          |
| Ланьчжоуский университет транспорта                    | 兰州交通大学       | 1958 | Провинциальный        | Ланьчжоу | http://www.lzjtu.edu.cn  | (недоступная ссылка)                          |
| Ганьсуский сельскохозяйственный университет            | 甘肃农业大学       | 1946 | Провинциальный        | Ланьчжоу | http://www.gsau.edu.cn/  |                                               |
| Северо-западный университет Миньцзу                    | 西北民族大学       | 1949 | Национальный (другие) | Ланьчжоу | http://www.xbmu.edu.cn/  | (недоступная ссылка)                          |
| Ланьчжоуский университет финансов и экономики          | 兰州财经大学       | 1958 | Провинциальный        | Ланьчжоу | http://www.lzufe.edu.cn/ | (недоступная ссылка)                          |
| Ганьсуский университет политических наук и права       | 甘肃政法学院       | 1956 | Провинциальный        | Ланьчжоу | http://www.gsli.edu.cn/  | (недоступная ссылка)                          |
| Ганьсуский университет традиционной китайской медицины | 甘肃中医药大学     | 1978 | Провинциальный        | Ланьчжоу | http://www.gszy.edu.cn/  |                                               |
| Ланьчжоуский городской университет                     | 兰州城市学院       | 1958 | Провинциальный        | Ланьчжоу | http://www.lzcu.edu.cn/  | (недоступная ссылка)                          |
| Ланьчжоуский технологический институт                  | 兰州工业学院       | 1958 | Провинциальный        | Ланьчжоу | http://www.lzit.edu.cn/  |                                               |
| Ланьчжоуский университет искусств и наук               | 兰州文理学院       | 1950 | Провинциальный        | Ланьчжоу | http://www.luas.edu.cn/  |                                               |
| Тяньшуйский педагогический университет                 | 天水师范学院       | 1959 | Провинциальный        | Тяньшуй  | http://www.tsnu.edu.cn/  | (недоступная ссылка)                          |
| Ганьсу национальный педагогический колледж             | 甘肃民族师范学院   | 1985 | Провинциальный        | Хэцзо    | http://www.gnun.edu.cn   | (недоступная ссылка)                          |
| Университет Хэси                                       | 河西学院           | 1958 | Провинциальный        | Чжанъе   | http://www.hxu.edu.cn/   | (недоступная ссылка)                          |
| Университет Лундун                                     | 陇东学院           | 1978 | Провинциальный        | Сифэн    | http://www.ldxy.edu.cn   | (недоступная ссылка)                          |

## Колледжи
| Название                                                                     | Китайское название       | Год  | Тип            | Город    | Ссылка                     | Примечания                 |
| ---------------------------------------------------------------------------- | ------------------------ | ---- | -------------- | -------- | -------------------------- | -------------------------- |
| Ланьчжоуский профессионально-технический колледж                             | 兰州职业技术学院         | 1958 | Провинциальный | Ланьчжоу | http://www.lvu.edu.cn/     | (недоступная ссылка)       |
| Ланьчжоуский колледж иностранных языков                                      | 兰州外语职业学院         | 1951 | Частный        | Ланьчжоу | http://www.lzwyedu.com/    |                            |
| Ланьчжоуский нефтехимический политехнический колледж                         | 兰州石化职业技术学院     | 1956 | Провинциальный | Ланьчжоу | http://www.lzpcc.edu.cn/   | НМВПК (недоступная ссылка) |
| Ланьчжоуский профессионально-технический колледж ресурсов и окружающей среды | 兰州资源环境职业技术学院 | 1951 | Провинциальный | Ланьчжоу | http://www.lzre.edu.cn/    | (недоступная ссылка)       |
| Ганьсуский строительный профессионально-технический колледж                  | 甘肃建筑职业技术学院     | 1958 | Провинциальный | Ланьчжоу | http://www.gcvtc.gsedu.cn/ |                            |
| Ганьсуский сельскохозяйственный профессионально-технический колледж          | 甘肃农业职业技术学院     | 1907 | Провинциальный | Ланьчжоу | http://www.gscat.cn/       | (недоступная ссылка)       |
| Ганьсуский транспортно-технический колледж                                   | 甘肃交通职业技术学院     | 1956 | Провинциальный | Ланьчжоу | https://www.gsjtxy.edu.cn/ | (недоступная ссылка)       |
| Ганьсуский лесопромышленный техникум                                         | 甘肃林业职业技术学院     | 1956 | Провинциальный | Тяньшуй  | http://www.gsfc.edu.cn/    | НМВПК                      |
| Ганьсуский промышленный политехнический колледж                              | 甘肃工业职业技术学院     | 1979 | Провинциальный | Тяньшуй  | http://www.gsipc.gsedu.cn/ |                            |
| Ганьсуский электромеханический профессионально-технический колледж           | 甘肃机电职业技术学院     | 2001 | Провинциальный | Тяньшуй  | http://www.gsjdxy.com/     | (недоступная ссылка)       |
| Увейский профессиональный колледж                                            | 武威职业学院             | 1985 | Провинциальный | Увэй     | http://www.wwoc.cn/        | (недоступная ссылка)       |
| Цзюцюаньский профессионально-технический колледж                             | 酒泉职业技术学院         | 2001 | Провинциальный | Цзюцюань | http://www.jqzy.com/       |                            |
| Динсийский педагогический колледж                                            | 定西师范高等专科学校     | 2003 | Провинциальный | Динси    | http://www.dxatc.cn/       |                            |
| Педагогический колледж Луннань                                               | 陇南师范高等专科学校     | 1937 | Провинциальный | Чэнсянь  | http://www.lntc.edu.cn/    | (недоступная ссылка)       |